# Alfredo Brasioli
Alfredo Brasioli (Bovolone, 9 maggio 1935 – Roma, 22 novembre 2016) è stato un fumettista, illustratore, pittore, scultore e incisore italiano.

## Biografia
Alfredo Brasioli nasce a Bovolone nel 1935 in una famiglia radicata nell’area della Bassa veronese fin dal XVI secolo. Trasferito giovanissimo a Verona, nei primi anni '50 vince nei due concorsi nazionali di illustrazione per "Yoga Club" e per la "Giornata Nazionale del Mutilato del Lavoro", ottenendo un riconoscimento a livello nazionale tra il pubblico, gli studi grafica e gli editori e pertanto viene chiamato a Roma da case editrici di rilevanza nazionale. Inizia a lavorare, con lo pseudonimo di “Alfre”, per importanti studi grafici e per la diffusa testata giornalistica Il Vittorioso, per la quale firma ben 309 opere tra il 1953 ed il 1966.
Realizza modelli ed illustrazioni per la trasmissione "Non è mai troppo tardi", condotta dal maestro Alberto Manzi. Produce illustrazioni e fumetti per molteplici riviste soprattutto nel campo dell'educazione e della divulgazione per i più giovani, come "Il Giornalino", “Il Piccolo Missionario", “La Giostra” ed "Il Messaggero dei Ragazzi". Nel 1976 espone a Roma in una sperimentale mostra d'arte personale di pittura e scultura, nella "Galleria La Pigna" dell’Unione cattolica artisti italiani. Nel 1977 realizza quello che è considerato il suo capolavoro, il fumetto Ulix su sceneggiatura di Alcide Montanari per la rivista “il Giornalino”. Dagli anni ottanta fino al 2016, lavora per molteplici iniziative editoriali, dirette all'educazione ed alla divulgazione culturale, linguistica, sportiva e religiosa per bambini, ragazzi ed adulti, e i fumetti storici. In questo periodo realizza i dizionari e i fumetti storici De Bello Gallico per la ELI - European Language Institute srl, di Loreto (AN), il fumetto Padre Matteo Ricci e Un uomo e il suo sogno - Storia illustrata della fisarmonica. Disegna oltre 200 scene raffiguranti episodi tratti dall’Antico Testamento e dei Vangeli per il diffusissimo messale "La Domenica". Parallelamente all’attività professionale, si dedica alla pittura, alla scultura in legno, marmo e terracotta e all’incisione a bulino ed acquaforte. Continua a lavorare e disegnare fino agli ultimi giorni di vita. È sepolto al cimitero Flaminio a Roma, e sulla lapide è stato posto un disegno del Cristo da lui eseguito anni prima per la "Giornata Mondiale del Malato".

### Archivio
L'archivio degli originali dei disegni, delle pitture, delle sculture, delle pubblicazioni e della biblioteca di Alfredo Brasioli è curato e tenuto da Paolo e Elena Brasioli.

## Opere

### Fumetti
- 1977-1985 - Ulix, testo A. Montanari, pubblicato su “il Giornalino” Edizioni San Paolo, Milano[11]
- 1990 - Padre Matteo Ricci sceneggiatura dell’architetto Manfredo Occhionero, Editrice Missionari Comboniani, Verona
- 1995 - Un uomo e il suo sogno - Storia illustrata della fisarmonica di Paolo Bugiolacchi, Edizioni Fondazione Cassa di Risparmio di Loreto, Loreto
- 1996 - De Bello Gallico, sceneggiatura di Alfredo Brasioli, editrice ELI, Recanati

### Libri Illustrati
- 1970 - il Signor Vento e la Signora Pioggia testi di Paul De Musset, Edizioni Paoline, Alba
- 1985 - Bepi mio amico di Elena Zanichelli, editrice La Vita del Popolo, Treviso
- 1991 - Gesu e sempre con noi, testi di Giuseppe Morandini, Editrice AVE, Roma
- 2000 - Il Nuovo Catechismo per i Ragazzi, AA.VV. , editrice Conferenza Episcopale Italiana, Roma

### Libri scolastici, diari e vocabolari
- 1966 - il Mondo è la mia Patria per le classi elementari 1a  2a 3a 4a 5a, testi di Alberto Manzi e Domenico Volpi, Editrice AVE, Roma
- 1967 al 1980 - Diario Personalità, Editrice AVE, Roma
- 1976 - Zupack Azzurro Zupack Verde e Zupack Rosso testi di Alberto Manzi e Daniele Giancane, Editrice Rino Fabbri, Milano
- 2007 - Vocabolario illustrato ELI, editrice ELI, Recanati

## Premi e Riconoscimenti
- 1955: vincitore del concorso nazionale "Yoga Club", con realizzazione dei fumetti: Lo Stregone Bianco e Il Fantasma di Land-Town per la rivista sociale.
- 1955: vincitore del concorso nazionale per poster per la: Giornata del Mutilato del Lavoro, 1955 da parte di “Associazione Nazionale Mutilati ed Invalidi del Lavoro” in Roma
- 1978: "TROFEO MEDUSA AUREA" da parte dell’ “Accademia Internazionale Arte Moderna” in Roma.
- 2001: PREMIO da "Associazione Nazionale Amici del Fumetto e della Illustrazione" con la seguente motivazione: "ad ALFREDO BRASIOLI, per la lunga ininterrotta militanza fumettistica esercitata, specie nei periodici di area cattolica, conducendovi senza esibizionismi un costante lavoro dagli esiti di particolare finezza esecutiva e di elegante levità”.